# Цар Ахав
Цар Ахав (хебр. אחאב, грч. Αχααβ) је старозаветни краљ краљевства Израиља 873−852. п. н. е., син и наследник Омрије. Историја његове владавине и противљења пророку Илији детаљно је описана у Трећој књизи о царевима Старог завета.

## Библијско сведочанство
Владао је Самаријом 22 године (1. Царевима 16:29). Након свог брака са Језавељом, ћерком сидонског краља Итобала, он је у своје царство увео култ идола Баал-Астарте (1 Цар 16:29–33; 2 Цар 3:2) и прогонио пророке, који, међутим, нису престајали да осуђују његовне погрешне поступке за народ. Током владавине Ахава, извесни Ахиел прекинуо је жртвоприношење и обновио Јерихон, изгубивши све своје синове (1. Царевима 16:34) у складу са библијским пророчанством (Јосх. 6:25). Ахав је са променљивим успехом водио три рата са сиријским краљем Бенгададом, а у последњем је убијен.
Јосиф Флавије је приметио да се Ахав у својој злоби нимало није разликовао од претходних краљева, опонашајући их у зверствима и ругању Свевишњем. Попут њих, ни он није препознао надмоћ Храма Господњег у Јерусалиму и поклонио се златним теладима које је изградио Јеровоам. Ахавова супруга, Језавеља, Сидонијанка, била је енергична и снажна жена, имала је велики утицај на њеног мужа. На њену молбу, краљ је подигао храм феничанском богу Баалу (Баал) и засадио овај храм гајем свих врста дрвећа. Под Ахавом у Израиљу скоро је престало обожавање Јахвеа, што је, према јеврејским ауторима, било узрок многих недаћа. Пре свега, земљу је погодила стравична суша, а затим и непријатељска инвазија. Сиријски краљ Бенгадад опустошио је читаву земљу и опсадио Ахава у његовом главном граду Самарији. Цар је већ био дошао до границе очаја, али је онда преко једног од пророка сазнао да ће му Господ ипак доделити победу преко синова војсковођа. Цар је наредио да од њих прикупе одабрани одред и пустио га непријатељима у време када су Сиријци то најмање очекивали и препустили се пијанству у свом табору. Синови заповедника збацили су непријатеље, а остатак војске завршио је битку Убрзо се Ахав састао са јеврејским краљем Јосафатом (Јехосафатом) и предложио му да започне рат против Бенгадада. Свето писмо каже да су сви Баалови пророци предвидели победу Ахаву, а само пророк Јахве Михеј је говорио о поразу: Јевреји ће побећи са бојног поља, али само један од њих ће бити убијен Ахав. Заиста, када су се оба краља сукобила са непријатељем, стрелица насумично испаљена од Сиријаца смртно је погодила Ахава.

## Рабинско тумачење
У расправи Санхедрин се Ахав помиње међу тројицом краљева који немају удела у будућем свету због своје злобе.

## Историчност
Неименовани син израелског краља Омрија, идентификован са Ахавом, и његов однос са Моавским краљевством описани су на монолиту из Курха. Асирски монолит из Курха помиње краља Ахава да је учествовао у бици код Каркара и да га је победио асирски цар Шалманасар III.